# C.C. Canturino 1902
Il C.C. Canturino 1902 a.s.d. è una squadra maschile e femminile canturina di ciclismo su strada attiva dal 1902.

## Storia
Nasce nel 1902 a Cantù in provicia di como come squadra maschile.
Nel 1921 organizza la prima Coppa Città di Cantù, gara lunga 170 km.
Nel 1966 organizzò il Campionato Italiano Femminile di ciclismo vinto dalla ragazza di Cene Elisabetta Maffeis.
Nel 1986 Luca Colombo è Campione del mondo a Casablanca.
Nel 1987 ci si concentra sulla squadra juniores.
Nel 2002 festeggiano il centenario con la partenza del Giro di Lombardia e dell'ultima tappa del Giro d'Italia.
Nel 2003 continuano i festeggiamenti del centenario con l'arrivo della 20ª tappa del Giro d'Italia.
Nel 2022 in occasione del 120º compleanno viene creata la squadra donne juniores.
Nel 2023 viene creato il primo Trofeo Rosa Città di Cantù

## Palmarès
- Stella d’Oro C.O.N.I.
- Stella d’Argento C.O.N.I.
- Distinzione d’Oro F.C.I.
- Cittadinanza Benemerita del Comune di Cantù
- 2 Campionati del Mondo Juniores Cronometro a Squadre 70 Km su Strada
- 2 Campionati Italiani Juniores Cronometro Individuale su Strada
- 1 Campionato Italiano Gara in Linea Su Strada Dilettanti III Serie
- 1 Campionato Italiano Juniores Cross
- 1 Campionato Europeo Juniores Americana su Pista
- 10 Campionati Italiani su pista in varie Specialità e Categorie
- 2 Medaglie d’Oro ai giochi del Mediterraneo
- 8 campionati Regionali su Strada
- 6 Campionati Regionali su Pista
- 2 Campionati Regionali Cross
- 1 Medaglia di bronzo Campionato Mondiale su Strada
- Campionato Italiano Juniores su Strada 2020

## Organico 2025

### Staff tecnico maschile
| Naz. | Ruolo                 | Sportivo         |
| ---- | --------------------- | ---------------- |
| ITA  | Direttore Sportivo    | ANDREA ARNABOLDI |
| ITA  | Co Direttore Sportivo | ALVIN MAZZA      |
| ITA  | Preparatore Atletico  | GIACOMO CONTI    |

### Staff tecnico femminile
| Naz. | Ruolo                 | Sportivo         |
| ---- | --------------------- | ---------------- |
| ITA  | Direttore Sportivo    | PINO SALA        |
| ITA  | Co Direttore Sportivo | ANDREA DELL’ORTO |
| ITA  | Preparatore Atletico  | GIACOMO CONTI    |

### Rosa maschile
| Naz. | sportivo            | Anno |
| ---- | ------------------- | ---- |
| ITA  | Filippo Cappelletti | 2007 |
| ITA  | Simone Castelli     | 2007 |
| ITA  | Mattia Gaffuri      | 2007 |
| ITA  | Fabio Tettamanti    | 2007 |
| ITA  | Diego Vianello      | 2007 |
| ITA  | Marco sambinello    | 2007 |
| ITA  | Daniele Gusmeroli   | 2008 |
| ITA  | Pietro Cermenati    | 2008 |
| ITA  | Luca Brancaleon     | 2008 |
| ITA  | Emanuele Besana     | 2008 |

### Rosa femminile
| Naz. | sportivo                | Anno |
| ---- | ----------------------- | ---- |
| ITA  | Misia Belotti           | 2007 |
| ITA  | Romina Evelin Di Sciuva | 2007 |
| ITA  | Sofia Farina            | 2007 |
| ITA  | Giada Cattani           | 2008 |
| ITA  | Giulia Santella         | 2008 |
| ITA  | Sara Veneri             | 2008 |
| ITA  | Gloria Vezzosi          | 2008 |
| ITA  | Michela Zucca           | 2008 |